# Valanga
Genre
Valanga est un genre de criquets de la famille des Acrididae (sous-famille des Cyrtacanthacridinae).

## Répartition géographique
Les espèces du genre Valanga se rencontrent en zones indomalaise et australasienne.

## Description
La carène médiane du pronotum est haute ou, lorsqu'elle est basse, elle toujours bien distincte et 
régulière et elle n'est pas interrompue ou effacée entre les sillons. Les cerques du mâle sont fortement 
comprimés latéralement avec l'apex atténué et plus ou moins courbés vers le bas et incurvés. L'épine prosternale 
est comprimée latéralement et légèrement recourbée en arrière.

## Liste d'espèces
Selon Orthoptera Species File (13 juillet 2020) :
- Valanga cheesmanae Uvarov, 1932
- Valanga chloropus Sjöstedt, 1932
- Valanga coerulescens Willemse, 1953
- Valanga conspersa Uvarov, 1923
- Valanga excavata (Stål, 1861)
- Valanga fakfakensis Sjöstedt, 1932
- Valanga geniculata (Stål, 1877)
- Valanga gilbertensis Willemse, 1970
- Valanga gohieri (Le Guillou, 1841)
- Valanga ilocano Rehn & Rehn, 1941
- Valanga irregularis (Walker, 1870)
- Valanga isolata Willemse, 1955
- Valanga marquesana Uvarov, 1927
- Valanga meleager (Sjöstedt, 1921)
- Valanga modesta (Sjöstedt, 1921)
- Valanga nigricornis (Burmeister, 1838)
- Valanga nobilis Sjöstedt, 1930
- Valanga papuasica (Finot, 1907)
- Valanga pulchripes (Sjöstedt, 1921)
- Valanga rapana Uvarov, 1927
- Valanga renschi Ramme, 1941
- Valanga rouxi Willemse, 1923
- Valanga rubrispinarum Sjöstedt, 1936
- Valanga salomonica Sjöstedt, 1932
- Valanga sjostedti Uvarov, 1923
- Valanga soror Sjöstedt, 1936
- Valanga stercoraria (Holdhaus, 1909)
- Valanga tenimberensis Sjöstedt, 1930
- Valanga transiens (Walker, 1870)
- Valanga uvarovia Willemse, 1955
- Valanga willemsei Sjöstedt, 1932

## Publication originale
- Uvarov, B.P. 1923. XI. A revision of the Old World Cyrtacanthacrini (Orthoptera, Acrididæ). I. Introduction and key to genera. Annals and Magazine of Natural History, 11(61): 130-144. (BHL - p.143 - Valanga)

## Étymologie
Le genre valanga a été nommé sur la base du mot javanais Valang désignant les criquets
.